# Santo Afonso
Santo Afonso – miasto i gmina w Brazylii, w stanie Mato Grosso.